# Vermaner
Een vermaner was een religieus leraar voor de doopsgezinden. Een doopsgezinde kerk werd daarom ook wel een vermaning genoemd.
De vermaner was een leek die geen universitaire theologische opleiding had genoten. Als leek had de vermaner niet het recht om te dopen. Hij werd gekozen door de gemeenteleden en ontving geen geld voor zijn werkzaamheden. Het vermanerschap was dan ook een nevenfunctie die naast een hoofdberoep werd uitgeoefend. Hoewel de vermaner het meest zichtbaar was tijdens de zondagse bijeenkomsten had hij daarnaast ook de taak om door de week het zedelijk leven van zijn gemeenteleden in de gaten te houden en hen zo nodig hierover te vermanen.